# Claire Curzan
Claire Marie Curzan (Cary, 30 giugno 2004) è una nuotatrice statunitense, specializzata negli stili dorso, farfalla e misti.

## Biografia
Ha rappresentato gli Stati Uniti all'Olimpiade di Tokyo 2020, vincendo l'argento nella staffetta 4x100 metri misti e guadagnando il decimo posto nei 100 m farfalla.
Ha vinto sette medaglie d'oro ai mondiali in vasca lunga.

## Palmarès
| Anno | Manifestazione          | Sede      | Evento              | Risultato | Prestazione | Note                                        |
| ---- | ----------------------- | --------- | ------------------- | --------- | ----------- | ------------------------------------------- |
| 2019 | Mondiali giovanili      | Budapest  | 100 m dorso         | Argento   | 1'00"00     |                                             |
| 2019 | Mondiali giovanili      | Budapest  | 50 m farfalla       | Bronzo    | 25"81       |                                             |
| 2019 | Mondiali giovanili      | Budapest  | 100 m farfalla      | Bronzo    | 58"37       |                                             |
| 2019 | Mondiali giovanili      | Budapest  | 4x100 m misti       | Oro       | 3'59"13     |                                             |
| 2021 | Giochi olimpici         | Tokyo     | 100 m farfalla      | 10ª       | 57"42       |                                             |
| 2021 | Giochi olimpici         | Tokyo     | 4x100 m misti       | Argento   | 3'55"18     | [ 2 ]                                       |
| 2021 | Mondiali in vasca corta | Abu Dhabi | 50 m farfalla       | Bronzo    | 24"55       |                                             |
| 2021 | Mondiali in vasca corta | Abu Dhabi | 100 m farfalla      | Bronzo    | 55"39       |                                             |
| 2021 | Mondiali in vasca corta | Abu Dhabi | 4x50 m sl           | Oro       | 1'34"22     |                                             |
| 2021 | Mondiali in vasca corta | Abu Dhabi | 4x100 m sl          | Oro       | 3'28"52     |                                             |
| 2021 | Mondiali in vasca corta | Abu Dhabi | 4x50 m misti        | Argento   | 1'43"61     |                                             |
| 2021 | Mondiali in vasca corta | Abu Dhabi | 4x50 m misti mista  | Argento   | 1'37"04     |                                             |
| 2022 | Mondiali                | Budapest  | 100 m dorso         | Bronzo    | 58"67       |                                             |
| 2022 | Mondiali                | Budapest  | 4x100 m sl          | Bronzo    | 3'52"58     |                                             |
| 2022 | Mondiali                | Budapest  | 4x100 m misti       | Oro       | 3'53"78     |                                             |
| 2022 | Mondiali                | Budapest  | 4x100 m sl mista    | Bronzo    | 3'21"09     |                                             |
| 2022 | Mondiali                | Budapest  | 4x100 m misti mista | Oro       | 3'38"79     |                                             |
| 2022 | Mondiali in vasca corta | Melbourne | 50 m dorso          | Argento   | 25"54       |                                             |
| 2022 | Mondiali in vasca corta | Melbourne | 100 m dorso         | Bronzo    | 55"74       |                                             |
| 2022 | Mondiali in vasca corta | Melbourne | 200 m dorso         | Argento   | 2'00"53     |                                             |
| 2022 | Mondiali in vasca corta | Melbourne | 4x50 m sl           | Oro       | 1'33"89     | Record dei campionati · Record panamericano |
| 2022 | Mondiali in vasca corta | Melbourne | 4x100 m sl          | Argento   | 3'26"29     | Record panamericano                         |
| 2022 | Mondiali in vasca corta | Melbourne | 4x50 m misti        | Argento   | 1'42"41     |                                             |
| 2022 | Mondiali in vasca corta | Melbourne | 4x100 m misti       | Oro       | 3'44"45     | Record mondiale                             |
| 2024 | Mondiali                | Doha      | 50 m dorso          | Oro       | 27"43       |                                             |
| 2024 | Mondiali                | Doha      | 100 m dorso         | Oro       | 58"29       |                                             |
| 2024 | Mondiali                | Doha      | 200 m dorso         | Oro       | 2'05"77     |                                             |
| 2024 | Mondiali                | Doha      | 100 m farfalla      | Argento   | 56"61       |                                             |
| 2024 | Mondiali                | Doha      | 4x100 m sl mista    | Bronzo    | 3'22"28     |                                             |
| 2024 | Mondiali                | Doha      | 4x100 m misti mista | Oro       | 3'40"22     |                                             |
| 2025 | Mondiali                | Singapore | 200 m dorso         | Bronzo    | 2'06"04     |                                             |
| 2025 | Mondiali                | Singapore | 4x100 m misti       | Oro       | 3'49"34     | [ 3 ]                                       |